# Chassalia tsaratanensis
Chassalia tsaratanensis är en måreväxtart som beskrevs av Cornelis Eliza Bertus Bremekamp. Chassalia tsaratanensis ingår i släktet Chassalia och familjen måreväxter.

## Underarter
Arten delas in i följande underarter:
- C. t. angustifolia
- C. t. tsaratanensis